# Klotspindlar
Klotspindlar (Theridiidae) är en familj spindlar, dit bland andra arter svarta änkan hör. Familjen innehåller över 2 200 arter i 87 släkten, varav 57 arter i 21 släkten finns i Sverige. Familjen kännetecknas bland annat av att de bygger spindelnät med klibbiga trådar.

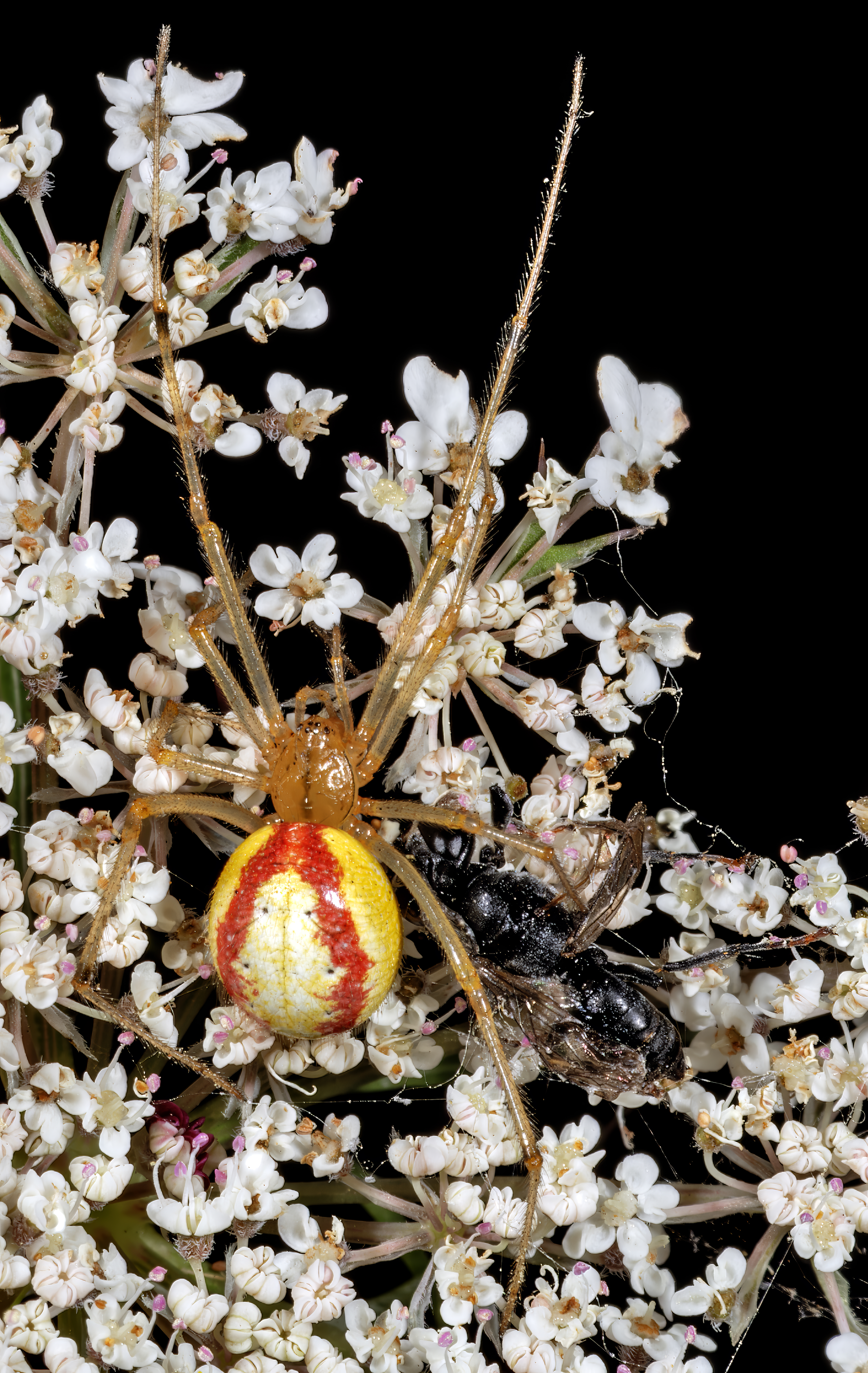
Äggspindel (Enoplognatha ovata)

I Sverige förekommer många mindre arter bland mossa, mellan stenar och på mörka platser inomhus. I växthus träffar man på en ursprungligen nordamerikansk art, som med människan blivit spridd över hela världen.
Nämnas bör speciellt släktet Latrodectes med bland annat "Svarta änkan" i Nordamerika.